# أبو نظارة الزرقاء (مجلة)
أبو نظارة الزرقاء كانت مجلة ساخرة سياسية عربية مقرها في القاهرة، بمصر، ثم في باريس، بفرنسا. وعنوانها هو الاسم المستعار للمؤسس يعقوب صنوع. وكانت المجلة أول مطبوعة عربية تستخدم الرسوم الكاريكاتورية للتعبير عن النقد الاجتماعي والسياسي. كانت موجودة في الفترة 1877-1910.

## التاريخ والملف الشخصي
تأسست المجلة على يد يعقوب صنوع في عام 1877 في القاهرة كمنشور من أربع صفحات، وظهر العدد الأول في 21 آذار من ذلك العام. كان ييعقوب صنوع مشاركًا في المسرح، وكانت المجلة بمثابة امتداد لأنشطته المسرحية حيث كانت تغطي الرسومات الساخرة المستندة إلى عناصر مسرحية.
شجَّعَ جمالُ الدين الأفغاني يعقوب صنوع على إطلاق مجلة أبو نظارة الزرقاء، حيث رأى جمال الدين وجوب زيادة الوعي السياسي العربي والإسلامي. صدرت المجلة بشكل أسبوعي. جميع الرسوم الكاريكاتورية المنشورة في المجلة أنتجها يعقوب صنوع بنفسه. وقد كُتبَت المواد باللغة العربية واللغة الفرنسية في الرسوم الكاريكاتورية. كُتبَت المواد العربية بأسلوب عامي لتكون سهلة على غير المتعلمين. تمكنت المجلة من الحصول على جمهور كبير وبيع منها ما يقرب من 50 ألف نسخة. كما وُزِّعَت مجانًا على ضباط الجيش.
ومع ذلك، سرعان ما بدأت المجلة في نشر رسوم كاريكاتورية تنتقد الخديوي إسماعيل حاكم مصر، وكذلك العائلة المالكة في مصر. حاول يعقوب صنوع استخدام الرمزية لانتقاد حكام مصر والسلطان العثماني وصنع الشخصيات الكرتونية التالية: شيخ الحارة يمثل الخديوي إسماعيل، والولد الأهبل يمثل الخديوي توفيق، والشيخ التمن يمثل الحاكم العثماني السلطان عبد الحميد. وبسبب النهج النقدي للمجلة أجبر الخديوي إسماعيل يعقوب صنوع على مغادرة مصر، ونتيجة لذلك استقر في باريس حيث واصل نشر أبو نظارة. وقد صدر العدد الأول من المجلة هناك في آب 1878، كما أُرسلَت المجلة أيضًا إلى مصر سرًا على يد السلطات الفرنسية لمحاولة زعزعة الوجود البريطاني هناك. وكان الهدف الجديد للمجلة هو السلطات البريطانية في مصر منذ عام 1882. حاولت المجلة الحصول على مساعدة من السلطات الفرنسية لإنهاء الحكم البريطاني في البلاد. توقفت المجلة عن النشر بعد إصدارها في كانون الأول 1910.
يوجد أرشيف الأعداد الكاملة لمجلة أبو نظارة الزرقاء في كلية أوكسيدنتال، بلوس أنجلوس، في كاليفورنيا.